# لودفيغ بوشنر

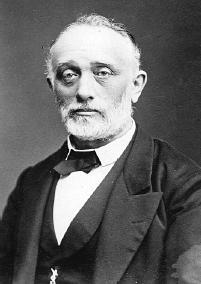
لودفيع بوشنر

فريدريش كارل كريستيان لودفيغ بوشنر (29 مارس 1824 - 1 مايو 1899) فيلسوف وطبيب وفسيولوجي ألماني وأحد كبار مؤسسي الطبيعانية الوجودية في القرن الـ19.
ولد بوشنر في دارمشتات بألمانيا في تاريخ 29 مارس 1842. درس الفيزياء والكيمياء وعلم النبات وعلم المعادن والفلسفة والطب في جامعة جيشن من عام 1842-1848. وفي عام 1852، أصبح محاضراً في الطب بجامعة توبنغن، حيث نشر عمله العظيم (القوة والمادة: دراسات فلسفية تجريبية، 1855). في هذا العمل، سعى لإثبات لا فنائية القوة والمادة. المادية المتطرفة لهذا العمل أحدثت الكثير من المعارضات لدرجة اضطرته بأن يتخلى عن منصبه في توبنغن. تقاعد وعاد إلى دارمشتات، حيث كان يمارس مهنته كطبيب وساهم بانتظام في المجلات الباثولوجية والفسيولوجية . اعتبر اللاهوتيين الدفاعيين بوشنر الأب الروحي للإنجيلية الإلحادية في ألمانيا، كالنسخة المطابقة لنظيره توماس هنري هكسلي.
توفي في تاريخ 1 مايو 1899 بدارمشتات.
لودفيغ بوشنر هو شقيق الكاتب المسرحي الشهير كارل جورج بوشنر.

## روابط خارجية
- لودفيغ بوشنر على موقع الموسوعة البريطانية (الإنجليزية)